# St. Lorenzen
St. Lorenzen  (tyskt uttal: [saŋkt loˈrɛntsn̩], italienskt namn: San Lorenzo di Sebato) är en ort och kommun i provinsen Sydtyrolen i regionen Trentino-Sydtyrolen i Italien. Kommunen hade 3 885 invånare 2018. Orten ligger där floderna Rienz och Gader flödar samman.
Kommunerna Montal, Ellen och Onach införlivades 1928 med St. Lorenzen. Till kommunen hör också slottet Sonneburg, en gång ett kloster som största delen av Gaderdalen fick betala skatt till. 

## Geografi
St. Lorenzens 51,46 km² sträcker sig över Pusterdalen ända bort till Brunecker Weitung där staden Bruneck ligger samt till nedre Gaderdalen. 
Kommunens område sträcker sig till Rodenecker Alm och har sin högsta punkt vid Astjoch, 2 194 meter över havet.

## Näringsliv
Hälften av kommunens yta är täckt av skog och ängar. Cirka 1 700 hektar tas i anspråk av 263 lantbruk. Större delen av dessa drivs av fritidsbönder och kommunens ekonomi är till större delen beroende av turism. 

## Skolor
I St. Lorenzen, Montal och Onach finns varsin grundskola, alla tyskspråkiga. 

## Personligheter
- Jakob Hutter (um 1500–1536), ledare för tyrolens Anabaptism
- Franz Hellweger (1812–1880), konstnär
- Josef Knapp (1921–2014), präst, kyrkomusikant och kompositör

## Sevärdheter

### Kyrka
Församlingskyrkan är en av de äldsta kyrkorna i Pustertal. Den nämns i urkunder från 1100-talet. Den första kyrkan där har daterats till slutet av 500 eller början av 600-talet.
Församlingskyrkan Sankt Lars är resultatet av många ändringar och tillbyggnader. Dess två olika stora torn präglar stadsbilden. Det stora gotiska tornet slutfördes enligt en inskription 1454. Klocktornet uppfördes 1541. Den nedre delen av det lilla tornet restaurerades 1988 varvid de romanska fönstren frilades. Detta torn är troligen från 1200-talet och var förmodligen sammanbyggt med ett sidokapell i den äldsta delen av kyrkan.
Kyrkans mest värdefulla konstverk, Madonnan med jesusbarnet och en druva, hänger vid det vänstra sidoaltaret. Detta i sin tur är resten av ett altare snidat av skulptören Michael Pacher Brunecker, cirka år 1460. 
I det tillbyggda Egererkapellet finns en målning från Jesu korsfästning som visar hur törnekronan sattes på hans huvud, samt en återgivning av skärseld

### Museum Mansio Sebatum
Mansio Sebatum-museet i St. Lorenzen, som öppnade 2011, är det enda museet i Sydtyrolen som är helt tillägnat den romerska perioden. På tre våningar i det gamla stadshuset diskuteras bosättningen Sebatum från dess början till dess försvinnande.
På första och andra våningen i stadshuset förklaras och illustreras detaljer från den här tiden med utställningar, filmer och produktioner. På tredje våningen ligger fokus på den romerska eftervärldens kult och gravriter, då gravar med många gods från romartiden har upptäckts i St Lorenzen.
Ett annat ämne är det romerska rikets fall, som inte lämnade Sebatum obemärkt: handeln stod stilla, vägnätet förföll och mörka tider började trots kristnandet under senantiken.
Det finns också en arkeologisk panoramaled med 16 utställningspaneler vid Sonnenburger Kopf.

## Politik

### Borgmästare
Sedan 1952:
- Josef Alverà: 1952–1960
- Josef Steinkasserer: 1960–1969
- Oswald Galler: 1969–2000
- Helmut Gräber: 2000–2015
- Martin Ausserdorfer: 2015–